# Polypedates spinus
Polypedates spinus är en groddjursart som beskrevs av Yang 2008. Polypedates spinus ingår i släktet Polypedates och familjen trädgrodor. Inga underarter finns listade i Catalogue of Life.